# August Volz

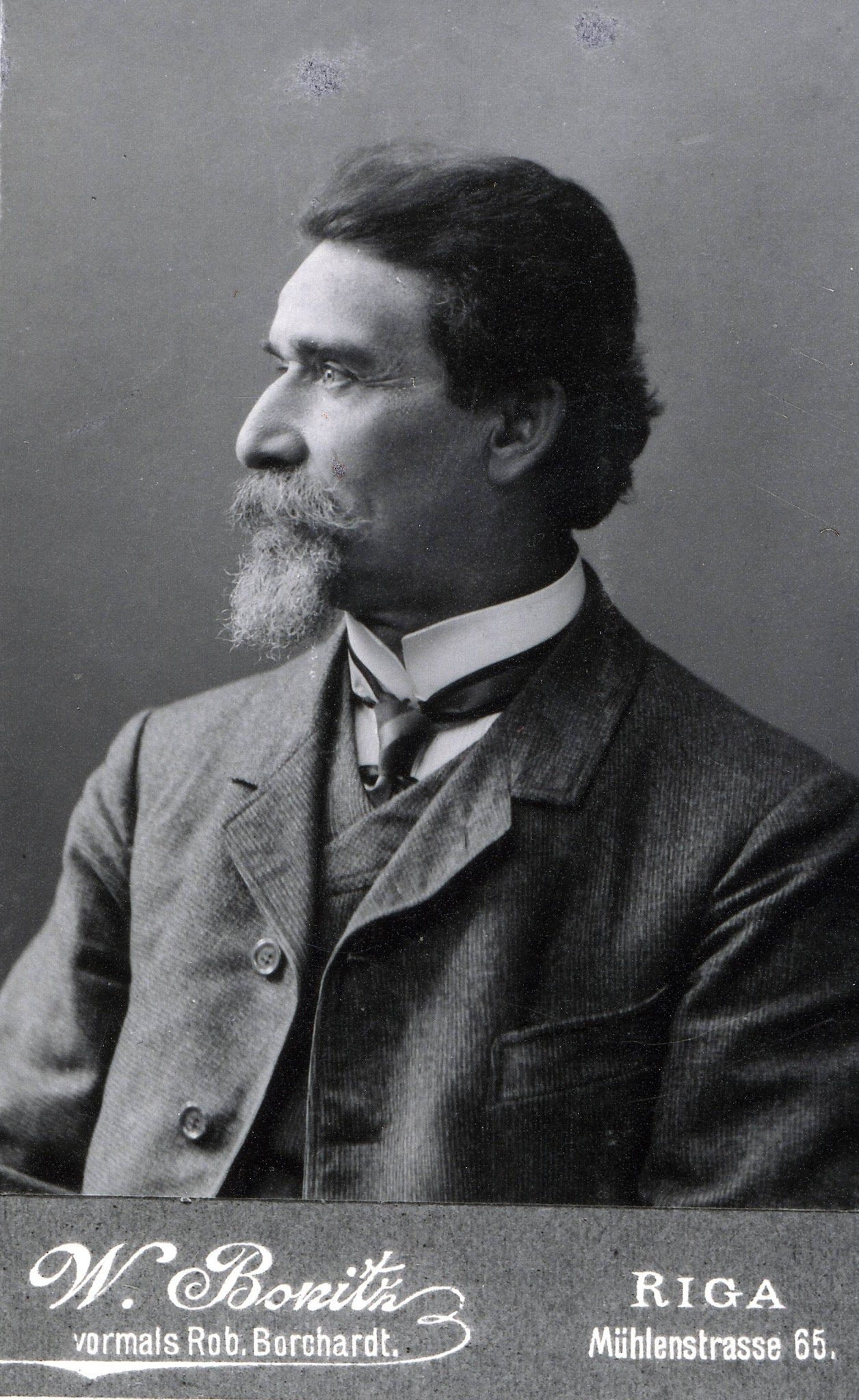
Volz in den frühen 1900er Jahren

August Franz Leberecht Volz (lettisch Augusts Francs Folcs) (* 27. Februar 1851 in Magdeburg; † 20. Juni 1926 in Riga) war ein deutscher Bildhauer des Klassizismus und des Jugendstils.

## Leben
Volz wurde als Sohn des Schusters Johann Andreas August Volze und der Johanne Marie, geb. Morin, in Magdeburg geboren. In seiner Heimatstadt war er von 1869 bis 1871 Schüler des Bildhauers Habs. Volz studierte an der Berliner Akademie der Künste, wo er unter anderem bei Albert Wolff lernte. 1866 gehörte er zu den Gründern des Vereins jüngerer Künstler Roma, aus dem später das Corps Borussia Berlin hervorging. Er war an Dekorationsarbeiten verschiedener Monumentalbauten beteiligt, die von Baurat Ende geleitet wurden.
1875 ging Volz nach Riga. Dort gründete er ein Bildhauer- und Steinmetzunternehmen, welches zum größten seiner Art in Riga wurde und bis zu seinem Tod 1926 die Branche anführte. Es wurden Stuckarbeiten sowie Gedenktafeln, Denkmäler und Skulpturen hergestellt. Der erste große Auftrag war die prachtvolle Außengestaltung des Pfab’schen Hauses am Wöhrmannschen Garten (später Benjamiņu nams, dann Sitz des Lettischen Schriftsteller- sowie des Künstlerverbands, heute Hotel Europa Royale Riga). Unter seinem Namen sind mehrere Hundert Werke entstanden, die vor allem in Riga aufgestellt wurden. Skulpturen von Volz sind dort beispielsweise auf den Giebeln des lettischen Nationaltheaters und des Staatlichen Kunstmuseums zu finden; auch an der Gestaltung des Parlamentsgebäudes (Saeima) und der Staatsbank Latvias Banka beteiligt. Bei der Anfertigung der Skizzen für den Nymphenbrunnen, 1887 in der Nähe der Oper aufgestellt, saß ihm Olga Julie Kalning Modell. Sie wurde später seine zweite Ehefrau. Volz unterrichtete außerdem Modellierklassen an der Gewerbeschule und an der Jung-Stillingschen Schule.
Auch außerhalb der Stadtgrenzen Rigas war Volz als Bildhauer gefragt. Sein Unternehmen gestaltete private Schlösser in Lettland und darüber hinaus das Deutsche Theater (heute Eesti Draamateater) in Tallinn.
Volz heiratete zweimal in Riga, zunächst 1882 Marie Thurm, dann 1911 Olga Julie Kalning.

## Werke in Riga

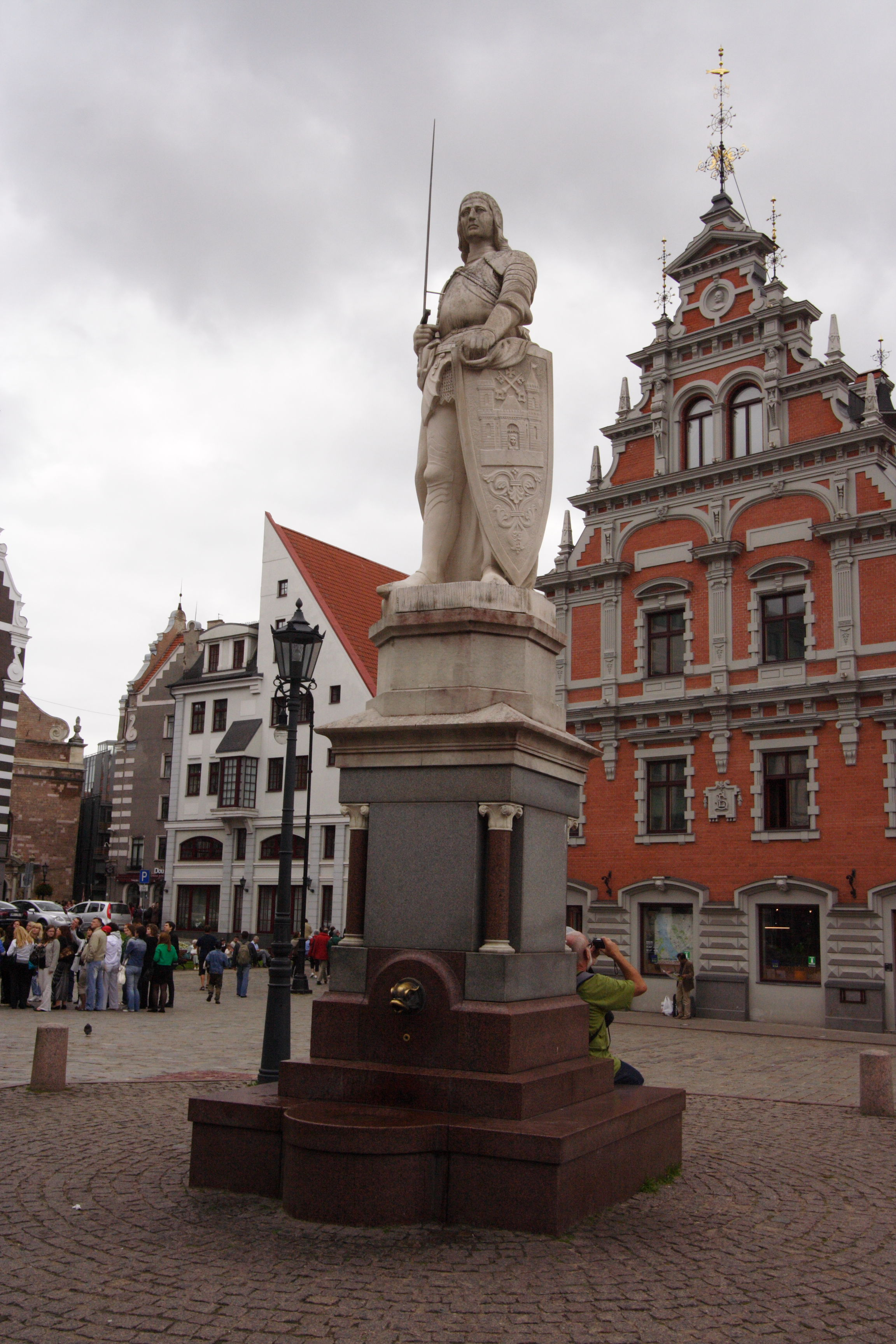
Rolandstatue mit Brunnen auf dem Rathausplatz, rechts im Hintergrund das Schwabe-Haus

- Nymphenbrunnen vor der Lettischen Nationaloper (Replik von Mirdza Lukaža)[7]
- Rolandstatue mit Brunnen (Replik von Edvīns Krūmiņš)[7] auf dem Rathausplatz vor dem Schwarzhäupterhaus sowie mehrere Figuren und die Wappen der Hansestädte an letzterem
- „Lehrling mit Rechenbuch“ auf dem Dach des Gebäudes Amatu iela 4 (gegenüber der Kleinen Gilde)
- Atlanten-Figurengruppe mit illuminierter gläserner Erdkugel auf dem Dach des Gebäudes Teātra iela 9 (Ecke Vaļņu iela)
- Brunnenskulptur „Goldener Ritter“ (Replik von Edvīns Krūmiņš)[7] in der Ladenpassage Vaļņu iela 3
- Dekorativ-plastische Fassadengestaltung der russisch-orthodoxen Geburtskathedrale